# Norberto Speciale
Norberto Speciale (Rosario; 16 de mayo de 1955) es un empresario argentino, que fue presidente del Club Atlético Rosario Central del 2010 al 2014. Perteneciente a la agrupación Raza Canalla, ganó las elecciones en julio de 2010, luego del descenso, con un total del 65% de los votos.

## Palmarés

### Como presidente
| Título     | Club            | País      | Año  |
| ---------- | --------------- | --------- | ---- |
| Nacional B | Rosario Central | Argentina | 2013 |